# Julio Curatella
Julio Pedro Curatella (1911-1995) fue un deportista argentino dedicado al remo que obtuvo la medalla de bronce en equipo con Horacio Podestá en los Juegos Olímpicos de Berlín 1936, en la especialidad doble par de remos largos sin timonel.
Doce años después, con 37 años, volvió a competir en los Juegos Olímpicos de Londres 1948, en cuatro remos sin timonel, quedando eliminado en el repechaje. 

## Medalla de bronce en los Juegos Olímpicos de Berlín 1936
Julio Curatella, en equipo con Horacio Podestá, ambos con 25 años, ganaron la medalla de bronce en remo, en la especialidad doble sin timonel en los Juegos Olímpicos de Berlín 1936. Los competidores fueron divididos en tres series, clasificando directamente a la final solo el primer equipo de cada una (polacos, húngaros y alemanes). Curatella y Podestá, llegaron segundos en la serie III, detrás de los alemanes y debido a esto pasaron al repechaje.
El repechaje se organizó con el mismo sistema que la primera eliminatoria, nuevamente en tres series y en esta oportunidad los argentinos triunfaron sobre los británicos, los estadounidenses y los brasileros.
El 14 de agosto se corrió la final y Curatella y Podestá arribaron terceros con un tiempo de 8:23.0, detrás del equipo dinamarqués (8:19.2) y del equipo alemán (8:16.1). Atrás quedó Hungría, Suiza y Polonia.